# 源親弘
源 親弘（みなもと の ちかひろ）は、平安時代末期の武士。中務丞・源頼治（宇野冠者）の子。陸奥守・源頼俊の孫にあたる。官位は対馬守、下野権守（『保元物語』によれば下野守）。摂津国豊島郡に住し「豊島権守」と号した。後に宇野頼弘と改名したという。

## 略歴
本貫の地であった大和国宇野荘は子・親治との不和によりその弟妹に譲渡していたが、相論の末、久寿2年（1155年）に宣旨によって親治の知行が認められた。これにより親治は同荘を醍醐寺三宝院の勝尊に寄進し、自ら知行安泰を図っている。
子孫は大和と摂津に分かれ、それぞれ宇野氏、岑田氏、豊島氏となった。伊予国の大森氏の一族の大森彦七は親弘の玄孫と称した。